# Фешн Сакала
Джуніор Фешн Сакала (англ. Junior Fashion Sakala, нар. 14 березня 1997, Чипата, Замбія) — замбійський футболіст, нападник шотландського клубу «Рейнджерс» та національної збірної Замбії.

## Клубна кар'єра
Фешн Сакала почав займатися футболом у третьому класі. Ігрову кар'єру він починав у місцевих клубах. У 2016 році у складі клубу «Занако» Сакала виграв чемпіонат Замбії. У зимове міжсезоння 2016/17 футболіст прибув на оглядини до московського «Спартака». 22 лютого футболіст підписав з клубом трирічний контракт. Та у першій комнаді московського клубу Сакала так і не зіграв жодного матчу. Більшість часу він проводив у складі «Спартак-2», що виступає у турнірі ФНЛ.
Влітку 2018 року Сакала підписав трирічний контракт з бельгійським клубом «Остенде». І вже у серпні того року футболіст відзначився першим забитим голом у бельгійському чемпіонаті.
У травні 2021 року стало відомо, що Сакала влітку приєднається до шотландського «Ренйджерс».

## Збірна
У 2017 році у складі збірної Замбії (U-20) Фешн Сакала став переможцем молодіжного кубку африканських націй.  У вересні 2017 року у матчі кваліфікації до чемпіонату світу 2018 року проти команди Алжиру Фешн Сакала дебютував у національній збірній Замбії.

## Досягнення
Замбія (U-20)
 Чемпіон Африки (U-20): 2017
Занако
 Чемпіон Замбії: 2016
- Володар Кубка Шотландії (1):

«Рейнджерс»: 2021-22